# 勒纳 (沃州)
勒纳（法語：Rennaz）是瑞士联邦西部法语区的沃州下设的一个镇。在行政上属于埃格勒区管辖。勒纳的总面积为2.19平方公里。截至2010年底，总人口为668。